# صدمه (فیلم ۱۹۸۵)
صدمه (به هندی: Aghaat) فیلمی محصول سال ۱۹۸۵ و به کارگردانی گوویند نیهلانی است. در این فیلم بازیگرانی همچون نصیرالدین شاه، اوم پوری، بهارات گوپی، روهینی هاتانگادی، پانکاج کاپور، دیپا ساهی، آمریش پوری و چامس ایفای نقش کرده‌اند.